# Doubove (Transcarpatie)
Doubove (en ukrainien : Дубове ; en russe : Дубовое, Doubovoïe ; en hongrois : Dombó) est une commune urbaine de l'oblast de Transcarpatie, en Ukraine. Sa population s'élevait à 9 902 habitants en 2016.

## Géographie
Doubove se trouve au fond d'une vallée des Carpates arrosée par la rivière Teresva (en ukrainien : Тересва), qui se jette dans la Tisza (en ukrainien : Тиса, Tyssa), dans la commune urbaine de Teresva. Elle est située à 128 km à l'est-sud-est d'Oujhorod et à 543 km au sud-ouest de Kiev.

## Histoire
La région autrefois connue sous le nom de Subcarpathie et qui comprend aujourd'hui Doubove (peuplée à l'origine comme Dombo), fit partie du Royaume de Hongrie du Xe siècle jusqu'en 1919. Située dans le comté de Máramaros, Dombo gagna en importance lorsqu'en 1755 lorsqu'il est devenu le site de l'office des forêts du district, qui fit venir des bûcherons qualifiés et leur famille de Bohême. Après la Première Guerre mondiale, en 1919, la Ruthénie subcarpathique, y compris Dombo, fut annexée par la nouvelle République tchécoslovaque et reçut son nom actuel, Doubove, un dérivé du mot slave pour le chêne (дуб). Au cours de la Seconde Guerre mondiale, Doubove fut occupée par la Hongrie alliée à l'Allemagne nazie. En 1930, Doubove comptait 4 416 habitants, dont 706 Juifs, soit près de 16 pour cent. Mais à la fin de la Seconde Guerre mondiale, la quasi-totalité des Juifs de Doubove avait été exterminée. L'Armée rouge occupa Doubove en 1945 et le village fut officiellement intégré à l'Union soviétique l'année suivante. En 1969, Doubove devint le site d'une importante usine soviétique, l'Usine de fabrication d'hélicoptères de Transcarpathie. Cette nouvelle industrie attira un flux d'immigrants à Doubove, qui fut élevée au statut de commune urbaine et atteignit 10 000 habitants. L'entreprise, qui fabriquait des hélicoptères légers Mil Mi-34, licencia environ 5 000 travailleurs après la dislocation de l'Union soviétique et Doubove connut des temps difficiles. L'usine d'hélicoptères a réduit ses activités et fabrique des sièges d'avions commerciaux, des antennes satellites, etc.

## Population
Recensements (*) ou estimations de la population :
| 1930  | 1959* | 1979* | 1989* | 2001* |
| ----- | ----- | ----- | ----- | ----- |
| 4 416 | 6 644 | 7 810 | 9 715 | 9 200 |

| 2012  | 2013  | 2014  | 2015  | 2016  |
| ----- | ----- | ----- | ----- | ----- |
| 9 686 | 9 775 | 9 807 | 9 849 | 9 902 |